# Marxowski rajon
Der Marxowski rajon (russisch Марксовский район) ist ein Rajon in der russischen Oblast Saratow. Das Verwaltungszentrum ist die nach Karl Marx benannte Stadt Marx.

## Geographie und Natur

### Geographische Lage
Der Marxowski rajon liegt zentral in der Oblast Saratow, etwa  60 Kilometer nordöstlich der Stadt Saratow am östlichen Wolgaufer.

### Nachbargemeinden
| Woskressenski    | Wolski rajon    | Wolga          | Balakowski rajon  |
| Saratowski rajon | Wolga           |                | Jerschowski rajon |
| Wolga            | Engelsski rajon | Sowetski rajon | Fjodorowski rajon |

### Gewässer
Der Rajon wird im Westen durch die Wolga begrenzt. Im westlichsten Teil des Rajons, an der Grenze zum Engelsski rajon mündet ein Mündungsarm des Großen Karaman in die Wolga.

### Gliederung
Der Rajon gliedert neben der Stadtgemeinde Marx in sechs Landgemeinden mit zusammen 57 Dörfern. Die größten Siedlungen (Stand: 2006) innerhalb des Rajon sind:
- Marx 32.791 Einwohner (Verwaltungszentrum, kreisfreie Stadt)
- Swonarjowka (Звонарёвка) 1475 Einwohner
- Kalininskoe (Калининское) 1100 Einwohner
- Kamenka (Каменка) 1100 Einwohner
- Kolos (Колос) 1390 Einwohner
- Orlowskoe (Орловское) 1450 Einwohner
- Osinowcki (Осиновский) 1280 Einwohner
- Pawlowka (Павловка) 1620 Einwohner
- Podlesnoje (Подлесное) 3850 Einwohner
- Priwolschskoe (Приволжское) 1326 Einwohner
- Raskatowo (Раскатово) 1250 Einwohner

## Bevölkerung

### Deutschsprachige Minderheiten
Die Region des Rajons Marx hebt sich durch den hohen Anteil von Deutschstämmigen hervor. In dem Rajon wurde die unabhängige Kulturregion der Wolgadeutschen mit sieben Zentren deutscher Kultur gegründet. Daneben existieren noch acht weitere Ortschaften die von Schweizern gegründet wurden:
- Wolkowo (Волково) von Siedlern aus Schaffhausen
- Georgiewka (Георгиевка) von Siedlern aus Glarus
- Worotaewka (Воротаевка) von Siedlern aus Bettingen BS
- Wassiljewka (Васильевка) von Siedlern aus Basel
- Sorkino (Зоркино) von Siedlern aus Zürich
- Michailowka (Михайловка) von Siedlern aus Luzern
- Solotobka (Золотовка) von Siedlern aus Solothurn
- Podlesnoje (Подлесное) von Siedlern aus Unterwalden

### Religion
Im Rajon existieren katholische, evangelische und Russisch-Orthodoxe Gemeinden und Kirchen sowie eine Moschee.

## Wirtschaft und Infrastruktur

### Wirtschaft
Die Hauptwirtschaftszweige im Rajon sind die Verarbeitung von Lebensmitteln und Industriebetriebe. Die Landwirtschaft konzentriert sich auf den Anbau von Getreide, Sonnenblumen und Gemüse sowie auf die Rinderhaltung. Zur Produktionssteigerung wird der Rajon von einem System von Bewässerungskanälen durchzogen. Ein großer Teil der Industrieunternehmen beschäftigt sich mit der Weiterverarbeitung von Landwirtschaftlichen Produkten aus dem Rajon und dem Umland.
Im Rajon befinden sich zudem Vorkommen an Erdöl und Erdgas.